# Asplenium normale
Asplenium normale är en svartbräkenväxtart som beskrevs av David Don. Asplenium normale ingår i släktet Asplenium och familjen Aspleniaceae. Utöver nominatformen finns också underarten A. n. angustum.